# Amparafaravola (district)
Amparafaravola is een district van Madagaskar in de regio Alaotra-Mangoro. Het district telt 253.579 inwoners (2011) en heeft een oppervlakte van 3.815 km², verdeeld over 13 gemeentes. De hoofdplaats is Amparafaravola.